# Edward Joseph Todhunter
Edward Joseph Todhunter (Essex, Kingsmore House, 1900 – 1976) è stato un militare e High Sheriff of Hessex britannico TD e DL.

## Biografia
Ted Todhunter nacque in Essex, nella tenuta di famiglia di Kingsmoor House, a Great Parndon. Frequentò la scuola di Rugby per poi diventare un cadetto in una Divisione della Officier Training Corps. Nel 1922 fu nominato secondo tenente nella 104ª Brigata Territoriale dell'Artiglieria Reale da Campo (Essex Tea). Si sposò con Agnes Swire nel 1927 e fu promosso tenente colonnello.
Durante la seconda guerra mondiale, servì come brigadier generale, con l'Artiglieria Reale a Cavallo, e fu catturato dai tedeschi a Mechili in Cirenaica, con il generale Gambier-Parry nel mese di aprile del 1941.
Inizialmente venne portato nella stessa caserma del Maggior generale Sir Adrian Carton de Wiart VC, a Tripoli, poi, in nave, a Napoli e a Villa Orsini, nei pressi di Sulmona.
Venne trasferito al Castello di Vincigliata (Campo n. 12) nel mese di aprile del 1942. Rimase in tale castello medievale nei pressi di Firenze piuttosto a lungo, con altri alti ufficiali britannici, tra cui, per esempio: il Maggiore generale Sir Adrian Carton de Wiart VC, l'Air Marshal Owen Tudor Boyd, il tenente generale Sir Philip Neame VC, il brigadier generale John Frederick Boyce Combe, il generale Sir Richard Nugent O'Connor e il tenente Lord Thomas Daniel Knox, sesto conte di Ranfurly e conosciuto come 'Dan' Rufurly. Todhunter ricoprì il ruolo di bibliotecario del campo, che nella primavera del 1943 contava quasi mille libri. Fece parte del gruppo di tunneling che lavorò per turni per oltre sei mesi.
Fu in grado di fuggire in seguito all'armistizio italiano dell'8 settembre 1943, con i restanti ufficiali e soldati. Essi vagarono per le montagne in cerca di rifugio, finché giunsero al monastero di Camaldoli. Qui incontrarono un diplomatico olandese in pensione, da O'Connor e Todhunter sfruttato per ascoltare le notizie alla radio. Si unì ai partigiani italiani noti come la Brigata Garibaldi Romagna sotto la guida di Libero Riccardo Fedel, col nome di battaglia di Giuseppe. Durante l'inverno del 1943/44 questo gruppo partigiano aiutò decine di prigionieri alleati a fuggire e, insieme con ufficiali dell'MI9, Todhunter raggiunse le linee alleate ad Ancona, con una barca da pesca con il capitano Guy E. Ruggles-Brise (che più tardi - come lui - divenne un alto sceriffo di Essex dopo la guerra), insieme a Combe, Ranfurly e il pilota statunitense Jack Reiter, entro il maggio 1944.
Egli era volato ad Algeri e da lì, insieme a John Combe, fu trasportato in Inghilterra nel maggio 1944, dove incontrò Churchill, per riferirgli di quanto appreso sul movimento partigiano.
Dopo la guerra, Todhunter servì come Alto Sceriffo di Essex 1964-1965, abitando a Threshers a Harlow. In seguito, si trasferì a The Glebe House, Great Bedwyn, Wiltshire, e mantenne l'ufficio di giudice di pace. Ebbe una figlia (Janet Nocciola Margaret Todhunter, che si sposò nel 1952) e un figlio (Michael Todhunter).